# 漁港

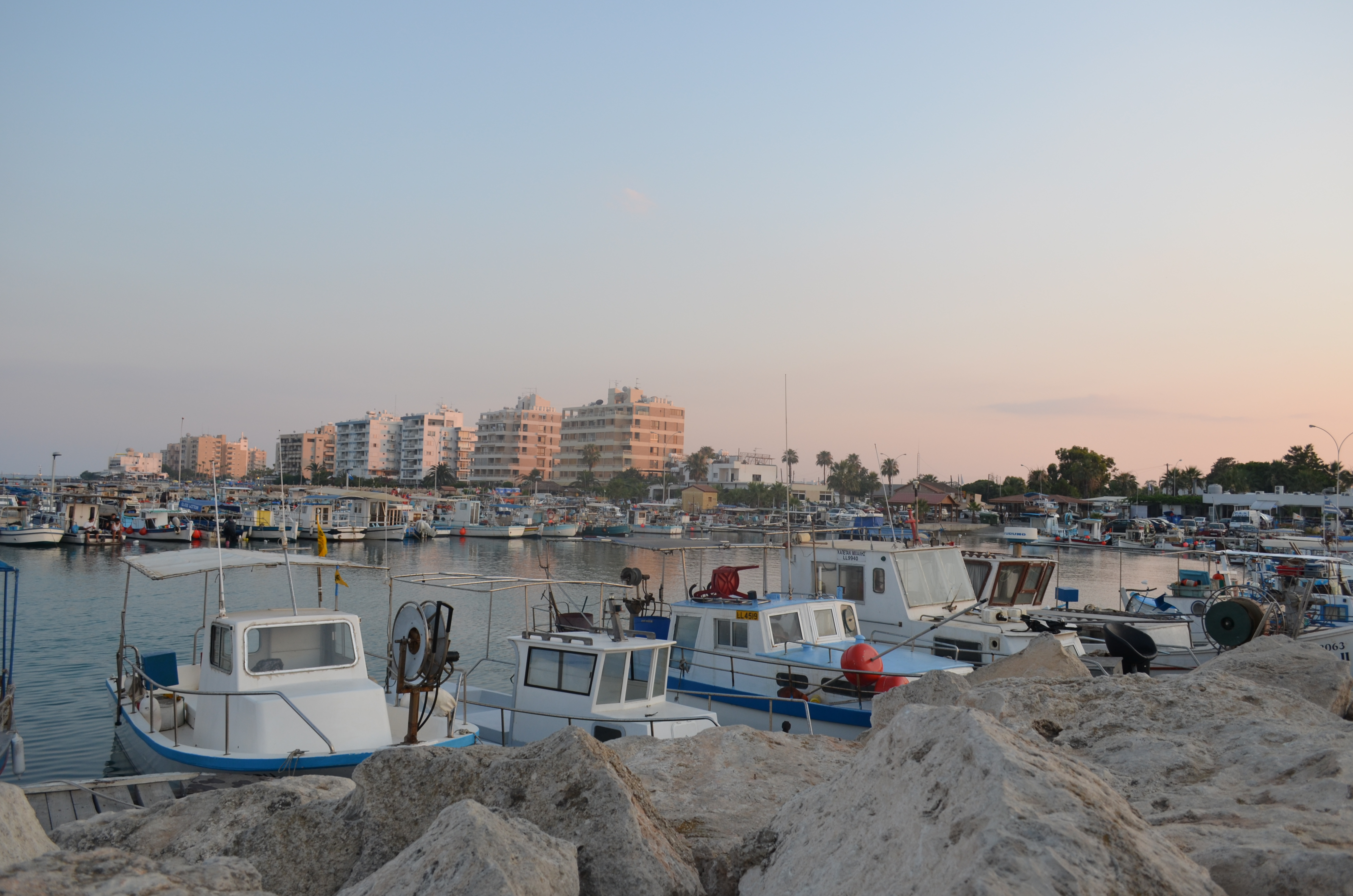
キプロス、ラルナカの漁港

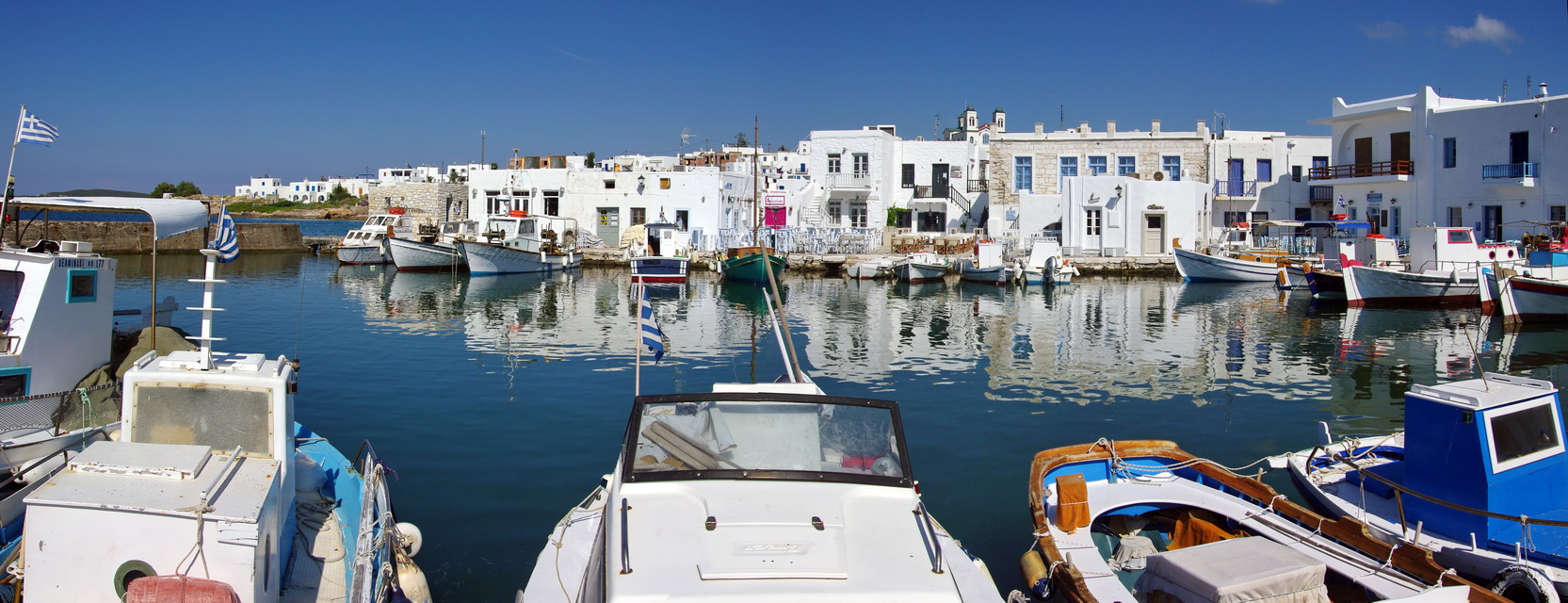
サントリーニ島の漁港

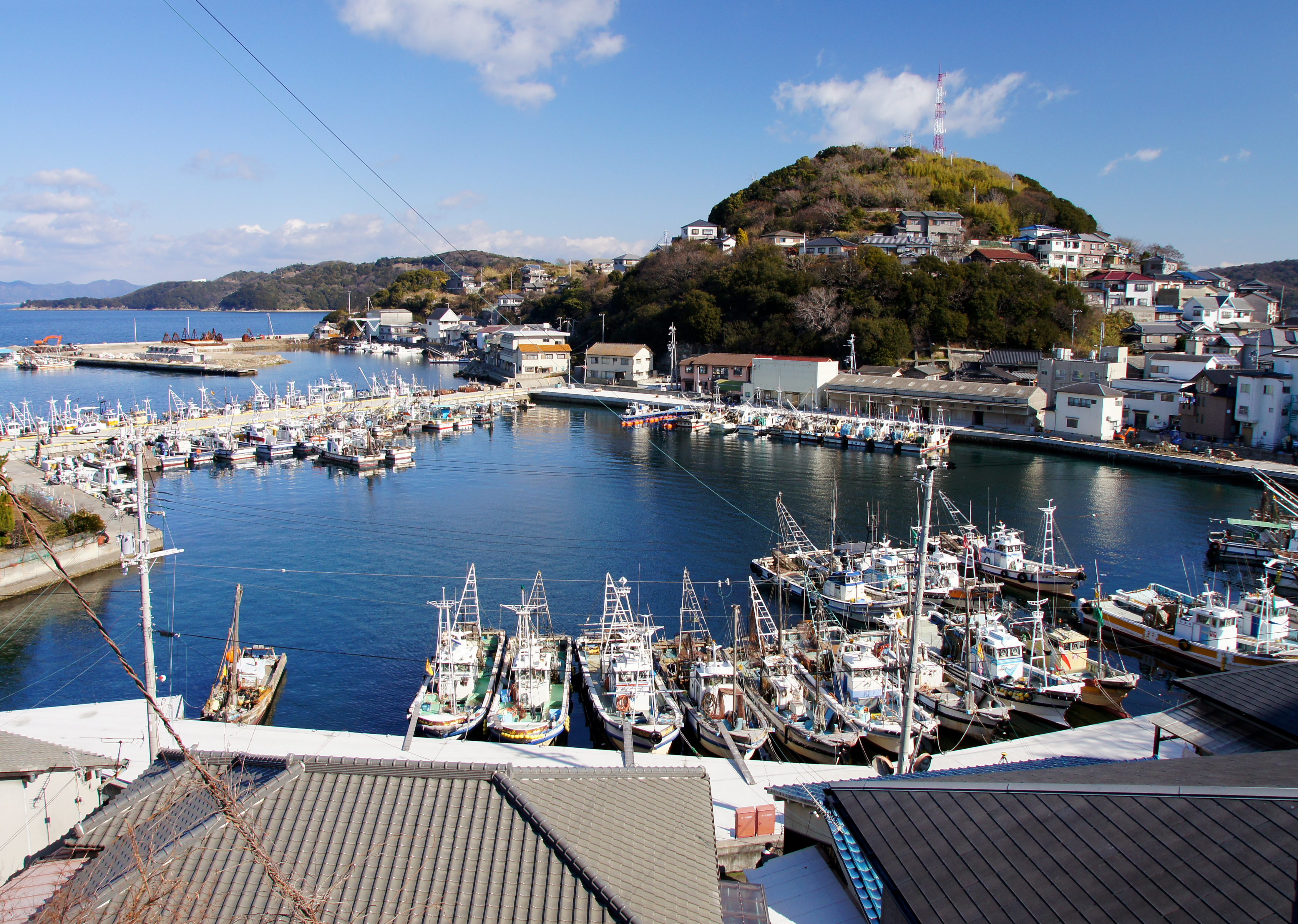
日本、奈座港(姫路市坊勢島坊勢漁港)

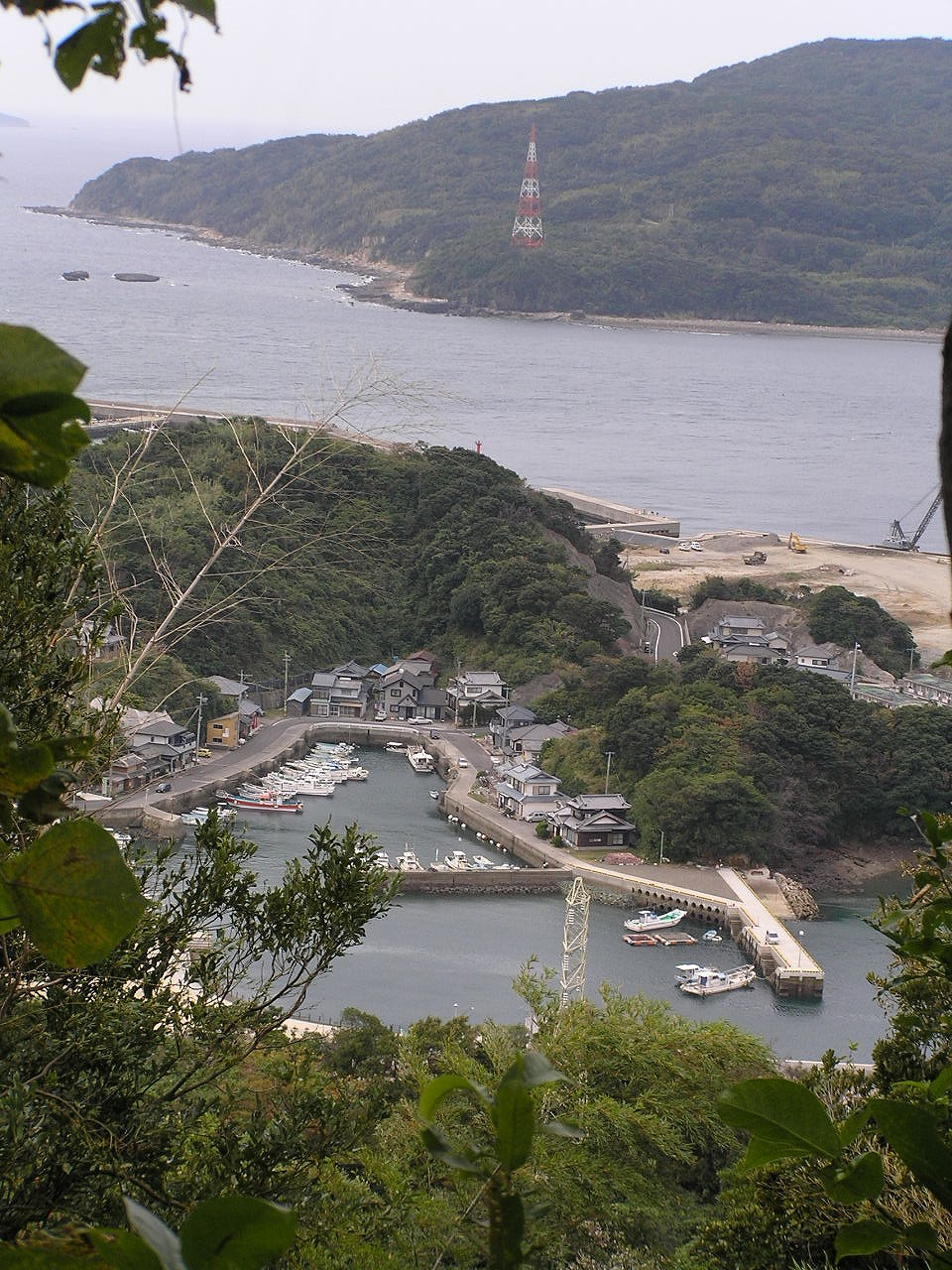
日本、長崎県西海市大瀬戸町の漁港

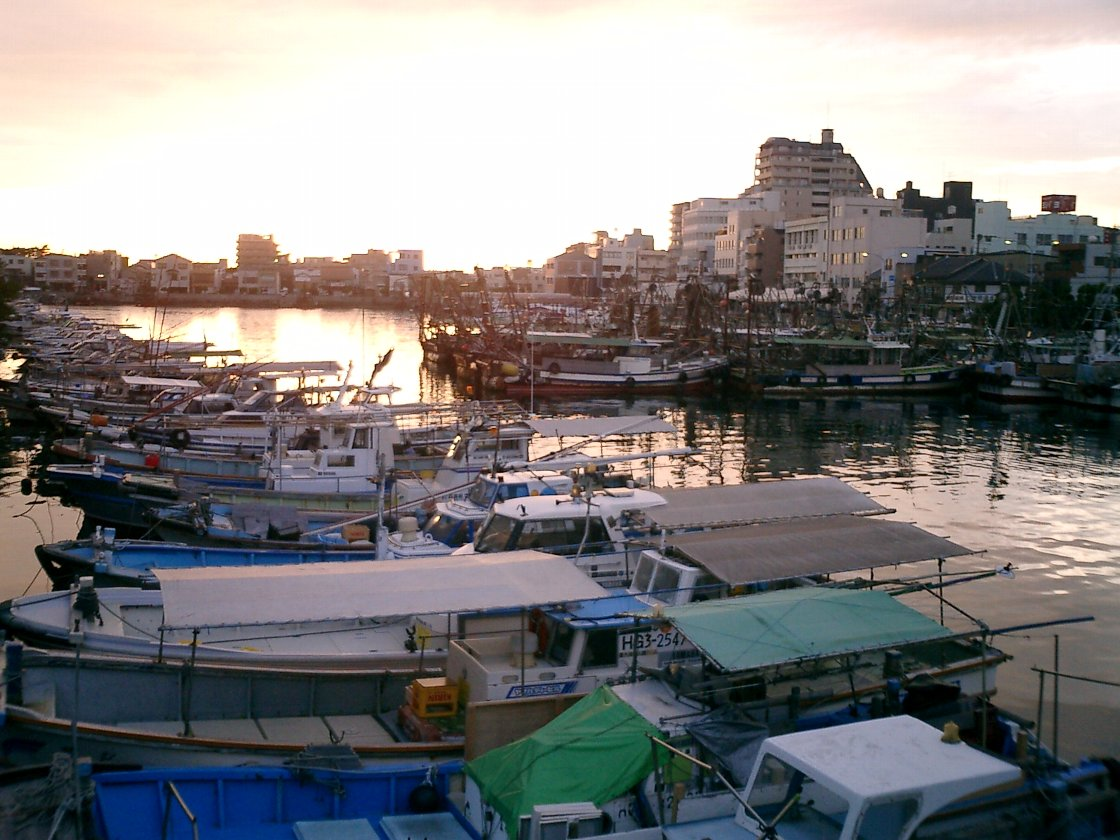
明石漁港

漁港（ぎょこう、英語：fishing port）は、漁業の根拠地となる港である。

## 概説
漁港とは、漁業で使用する港、漁業の根拠地となる港のことである。
漁に出るのに必要な物資を供給し、漁獲物の陸揚げ・輸送に関する設備が常設されており、また漁獲物の一部の加工・貯蔵施設を備えている。

## 歴史
近代的な漁港が登場する以前、河口や砂浜に船揚げ・水揚げがおこなわれる船だまりや船着場があった。競売用の水揚げ場や簡素な加工場などを併設する例もあった。
漁具の開発や改良、漁船の動力化・大型化などによって、漁業の生産性が向上するとともに、旧来の船着き場に過ぎなかった施設が、電力・水道その他のインフラ設備の充実をともなった近代的な漁港になっていった。
なお、今日においても開発途上国などでは、これらの近代的設備をもたない漁港・船着き場が、開発に取り残された地方漁村を中心に多く存在する。

## 日本における漁港
日本には2017年時点で2,860もの漁港がある。
漁港漁場整備法によると、漁港は「天然又は人工の漁業根拠地となる水域及び陸域並びに施設の総合体」と定義されたうえで、以下の種類に応じて市町村長、都道府県知事または農林水産大臣が名称及び区域を定めて指定する。 
- 第1種漁港 - 利用範囲が地元の漁業を主とするもの。2,128港[3]。
- 第2種漁港 - 利用範囲が第1種より広く、第3種に属さないもの。519港[3]。
- 第3種漁港 - 利用範囲が全国的なもの。101港[3]。
- 第4種漁港 - 離島その他辺地にあって漁場の開発、または避難上、必要とされるもの。99港[3]。
- 特定第3種漁港 - 第3種のうち振興上、特に重要な漁港。13港[3]。

特定第3種漁港には、以下の13港が指定されている。
- 八戸漁港
- 気仙沼漁港
- 石巻漁港
- 塩釜漁港
- 銚子漁港
- 三崎漁港
- 焼津漁港
- 境漁港
- 浜田漁港
- 下関漁港
- 博多漁港
- 長崎漁港
- 枕崎漁港

かつてはプレジャーボートなど、漁船以外の船が漁港を使用することは、漁業者から作業の妨げになると嫌われていたが、平成9年の水産庁長官通達によって、条例やルールを整備し、漁船の活動に支障のない範囲で漁船以外の船を受け入れるようになっている。